# Sorrento (Louisiane)
Pour les articles homonymes, voir Sorrento.
Sorrento est une ville de la paroisse de l'Ascension, dans l'État de Louisiane, aux États-Unis,. En 2020, elle compte une population de 1 514 habitants.

## Démographie
Lors du recensement de 2010, la ville comptait une population de 1 401 habitants, tandis qu'en 2020, elle s'élève à 1 514 habitants.